# Аниково (Бабушкинский район)
Аниково — деревня в Бабушкинском районе Вологодской области.
Входит в состав сельского поселения Миньковское (до 2015 года входила в Юркинское сельское поселение), с точки зрения административно-территориального деления — центр Фетининского сельсовета.
Расстояние до районного центра села имени Бабушкина по автодороге — 70 км, до деревни Юркино по прямой — 14 км. Ближайшие населённые пункты — Пустошь, Фетинино, Починок.
Население по данным переписи 2002 года — 141 человек (69 мужчин, 72 женщины). Преобладающая национальность — русские (99 %).
В Аниково расположен комплекс амбаров — памятник архитектуры.